# Kamalapur, Hirekerur
Kamalapur là một làng thuộc tehsil Hirekerur, huyện Haveri, bang Karnataka, Ấn Độ.